# Pöllau
Pöllau è un comune austriaco di 6 014 abitanti nel distretto di Hartberg-Fürstenfeld, in Stiria; ha lo status di comune mercato (Marktgemeinde). Il 1º gennaio 2015 ha inglobato i comuni soppressi di Rabenwald, Saifen-Boden, Schönegg bei Pöllau e Sonnhofen.